# La fine della signora Wallace
La fine della signora Wallace (The Great Flamarion) è un film del 1945 diretto da Anthony Mann.

## Trama
Il Grande Flamarion è un arrogante e misantropo tiratore al bersaglio che lavora nel vaudeville circuit, assistito da Connie e dal suo marito alcolizzato Al. Flamarion s'innamora di Connie, la femme fatale del film, venendo presto manipolato da lei perché ne uccida il marito durante lo spettacolo.
Dopo la morte dell'uomo, Connie convince Flamarion ad aspettare tre mesi prima delle loro nozze e di tornare nel Minnesota; Connie però ha iniziato una relazione con un altro artista, Eddie.

## Curiosità

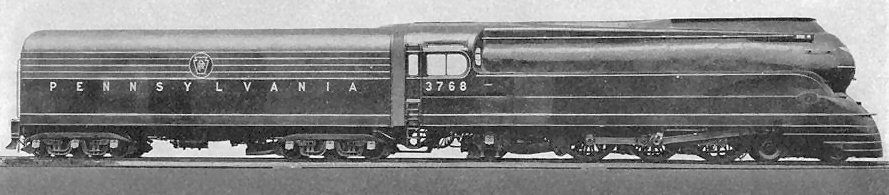
La PRR 3768.

La locomotiva carenata comparsa nel film è la K4 3768, una 4-6-2 "Pacific" della Pennsylvania Railroad diventata celebre per l'applicazione di una carenatura aerodinamica streamline realizzata dal noto progettista industriale Raymond Loewy che le valse il soprannome Torpedo ("Siluro").